# Creoleon falcatus
Creoleon falcatus är en insektsart som beskrevs av Navás 1922. Creoleon falcatus ingår i släktet Creoleon och familjen myrlejonsländor. Inga underarter finns listade i Catalogue of Life.